# Chuỗi cung ứng thực phẩm ngắn
Chuỗi cung ứng thực phẩm ngắn (SFSCs) là một loạt các cấu hình tiêu thụ phân phối sản xuất thực phẩm, như chợ nông sản, cửa hàng nông sản, cửa hàng nông sản  tập thể, nông nghiệp cộng đồng, các nhóm mua bán đoàn kết.  Nói chung, chuỗi cung ứng thực phẩm có thể được định nghĩa là "ngắn" khi nó được đặc trưng bởi khoảng cách ngắn hoặc chỉ có một vài trung gian giữa người sản xuất và người tiêu dùng.